# Lophopagurus thompsoni
Lophopagurus thompsoni är en kräftdjursart som först beskrevs av Henri Filhol 1885.  Lophopagurus thompsoni ingår i släktet Lophopagurus och familjen eremitkräftor. Inga underarter finns listade i Catalogue of Life.